# Страгірчик
Страгірчик — ботанічна пам'ятка природи місцевого значення. Об'єкт розташований на території Надвірнянського району Івано-Франківської області, Зарічанське лісництво, квартал 21, виділ 12.
Площа — 1,0000 га, статус отриманий у 1993 році.